# Кенерал
Кенера́л (каз. Кеңарал) — село у складі Федоровського району Костанайської області Казахстану. Адміністративний центр Косаральського сільського округу.
Населення — 781 особа (2021; 982 у 2009, 1634 у 1999, 1544 у 1989).